# 丹·默瑟
丹尼尔·菲利普·默瑟（1964年2月10日—），是美國商人、政治人物和慈善家，現任代表賓夕法尼亞州第九國會選區。

## 外部連結
- Congressman Dan Meuser （页面存档备份，存于） official U.S. House website
- Dan Meuser for Congress （页面存档备份，存于）

- 美國國會國家人物傳記大辭典中的傳記
- 由華盛頓郵報維護的投票記錄
- 智慧投票计划中的傳記、投票紀錄及利益集團評級
- 聯邦選舉委員會中的競選財務報告和數據
- C-SPAN內的頁面（英文）